# Gossypium longicalyx
Gossypium longicalyx är en malvaväxtart som beskrevs av J. B. Hutchinson och B. J. S. Lee. Gossypium longicalyx ingår i släktet bomull, och familjen malvaväxter. Inga underarter finns listade i Catalogue of Life.